# ラークシャスブヴァンの戦い
ラークシャスブヴァンの戦い（マラーティー語：राक्षसभुवनची लढाई, 英語：Battle of Rakshasbhuvan）は、1763年8月10日にインドのラークシャスブヴァンにおいて、マラーター王国とニザーム王国との間で行われた戦闘。

## 戦闘に至る経過
1761年1月、マラーター同盟軍はアフガン勢力ドゥッラーニー朝にパーニーパトの地で敗れ、大打撃を被り、その半年後にマラーター王国宰相バーラージー・バージー・ラーオが死亡した。
その後、王国の宰相位は息子のマーダヴ・ラーオが継承したが、バーラージーの弟ラグナート・ラーオは宰相位を要求したことから、両者の間に対立が発生した。マラーター王国と長年対立してきたデカン地方のニザーム王国はこれに介入し、問題は複雑化した。
同年11月にラグナート・ラーオは降伏したが、マラーター王国とニザーム王国との対立は続き、1763年3月7日にマーダヴ・ラーオはニザーム王国への遠征を行った。軍勢にはラグナート・ラーオをはじめ、ヴィサージー・トリンバク、ヤシュワント・ラーオ・ヴァブレーなどが付き従った。
一方、ニザーム軍もこれに迎撃する構えを見せ、ヴィッタル・スンダルを主将に、イスマーイール・ハーン・パンニー、ラグージー・ジャーダヴ・ラーオ、ニンバールカル・カルデーカルを指揮官とする軍隊を派遣した。また、軍勢にはシャルル・ジョゼフ・パティシエ・ド・ビュシーによって率いられたフランス軍もいた。

## 戦闘とその後の経過
8月10日、マラーター軍はニザーム軍はアウランガーバード近郊ラークシャスブヴァンで激突した。なお、ニザーム側にはマラーター側を裏切った部隊の一部が味方していた。この日の戦いはマラーター軍の勝利に終わり、ニザーム軍の主将であるヴィッタル・スンダルが死亡した。
のち、両者はアウランガーバードで講和を締結し、ニザーム王国は講和の条件としてマラーター王国に82ラク（820万ルピー）の歳入を生み出すデカンの地域を割譲した。
講和成立後、マーダヴ・ラーオはプネーに帰還した
なお、このとき割譲された領土は1818年にマラーター王国が第三次マラーター戦争に敗れたのち、イギリスによってニザームへと返還された。